# Junjō Kōshinkyoku
Singles de Yūko Nakazawa
Odaiba Moonlight Serenade
(1998) Shanghai no Kaze
(2000)
 Junjō Kōshinkyoku  (純情行進曲, ou Junjo Koshinkyoku, Junjou Koushinkyoku) est le troisième single en solo de Yūko Nakazawa, sorti en 1999. 

## Présentation
Le single, de genre enka, sort le 9 juin 1999 au Japon sous le label zetima, alors que Yūko Nakazawa fait encore partie du groupe Morning Musume en parallèle. Il est composé et produit par le chanteur Takao Horiuchi. Il atteint la 24e place du classement de l'Oricon. Il se vend à 10 630 exemplaires la première semaine, et reste classé pendant six semaines, pour un total de 26 820 exemplaires vendus. La chanson-titre figurera d'abord sur la compilation Petit Best ~Ki Ao Aka~ de 2000, puis sur le deuxième album solo de la chanteuse, Dai Nishō ~Tsuyogari~, qui ne sortira que cinq ans en plus tard en 2004, ainsi que sur sa compilation Legend de 2008.

## Liste des titres
1. Junjō Kōshinkyoku (純情行進曲?)
2. Heisei Rhapsody (平成ラプソディー?)
3. Junjō Kōshinkyoku (Original Karaoke) (純情行進曲 (オリジナル ・カラオケ)?)
4. Heisei Rhapsody (Original Karaoke) (平成ラプソディー (オリジナル ・カラオケ)?)